# Donna Del Mondo
Donna Del Mondo es un stable de lucha libre profesional, que trabaja en World Wonder Ring Stardom, conformadas por Giulia, Syuri, Maika, Himeka y Natsupoi. El stable se conoce a menudo por su eslogan Arrivederci (adiós en italiano), y es una referencia al origen italiano de Giulia.

## Historia

### World Wonder Ring Stardom (2020-presente)
Después de sus primeros momentos en World Wonder Ring Stardom y después de ser acusada de no tener amigos, Giulia se burlaba de la formación de un stable. El 14 de enero de 2020, Maika perdió su lucha por el Campeonato Futuro de Stardom contra Utami Hayashishita en la promoción JUST TAP OUT JTO Hatsu en Korakuen Hall. Después del combate, Giulia la reclutó como la segunda integrante del stable, Donna del Mondo. El 19 de enero en Stardom's 9th Anniversary, Syuri regresó a la compañía y se unió al stable, formando equipo con Giulia y Maika en una lucha por equipos de seis mujeres para derrotar a Death Yama-san, Hana Kimura y Leyla Hirsch de Tokyo Cyber Squad. El 8 de febrero, Giulia se asoció con Syuri y Maika para derrotar a Queen's Quest (AZM, Momo Watanabe & Utami Hayashishita) por el Campeonato Artístico de Stardom. El 24 de marzo, Giulia derrotó a Jungle Kyona en la primera ronda, Momo Watanabe en los cuartos de final, su compañero de stable Syuri en la semifinal y Natsuko Tora en la final para coronarse como la ganadora del Cinderella Tournament 2020. El 21 de junio en Shin-Kiba 1st Ring, Himeka hizo su debut en Stardom como la miembro misteriosa de Giulia, Syuri y Maika, con quienes luego derrotó al equipo de Mayu Iwatani, Tam Nakano, Starlight Kid y Saya Iida. El 26 de julio, Giulia derrotó a Tam Nakano para ganar el vacante Campeonato Maravilla de Stardom. El 3 de octubre, en Stardom Yokohama Cinderella 2020, Natsumi Maki debutó bajo el nombre de Natsupoi, luego de su partida de Tokyo Joshi Pro Wrestling y derrotó a Death Yama-san como una oponente misteriosa. Se reveló que se unió al stable como el miembro más nuevo. El 14 de noviembre, en Korakuen New Landscape, el equipo de Giulia, Syuri y Maika fueron derrotados por Oedo Tai (Bea Priestley, Natsuko Tora y Saki Kashima) por el Campeonato Artístico de Stardom, poniendo fin a su reinado a los 280 días.
El 14 de febrero de 2021, en Stardom Go To Bidokan! Valentine Special - Día 2, Himeka y Maika derrotaron a Oedo Tai (Bea Priestley y Konami) para ganar el Campeonato de las Diosas de Stardom. Natsupoi derrotó a AZM para ganar el Campeonato de Alta Velocidad en Stardom All Star Dream Cinderella el 3 de marzo de 2021, donde todos los miembros del stable tenían títulos solo por un breve período hasta que Giulia perdió su Campeonato Maravilla de Stardom ante Tam Nakano en un Hair vs. Hair (cabelleras) coinciden la misma noche, después de lo cual se afeitó el cabello.  En Stardom Yokohama Dream Cinderella 2021 el 4 de abril de 2021, Himeka y Maika perdieron el Campeonato de las Diosas de Stardom ante sus compañeras Giulia y Syuri después de un enfrentamiento en el stable interno.  En la primera noche del Stardom Cinderella Tournament 2021 a partir del 10 de abril, todos los miembros del stable participaron en los combates de primera ronda del Cinderella Tournament, comenzando con Himeka que derrotó a Hanan, Maika que derrotó a Konami, Giulia obteniendo una victoria sobre Ruaka y Syuri derrotando a su compañero. miembro Natsupoi.

### New Japan Pro-Wrestling (2021)
El 5 de enero de 2021, en la segunda noche de Wrestle Kingdom 15, Giulia se asoció con su compañero estable Syuri para derrotar a Mayu Iwatani y Tam Nakano en un combate de exhibición. En la misma noche, Maika, Himeka y Natsupoi compitieron en otro partido de exhibición en un esfuerzo perdido ante Queen's Quest (AZM, Saya Kamitani y Utami Hayashishita).

## Miembros

### Miembros actuales
| Nombre   | Tiempo                          | Notas                                      |
| -------- | ------------------------------- | ------------------------------------------ |
| Giulia   | 14 de enero de 2020 – presente  | Miembro fundador y primer líder del grupo. |
| Maika    | 14 de enero de 2020 – presente  | Miembro fundador del grupo.                |
| Syuri    | 19 de enero de 2020 – presente  | Se unió como miembro del grupo.            |
| Himeka   | 21 de junio de 2020 – presente  | Se unió como miembro del grupo.            |
| Natsupoi | 3 de octubre de 2020 – presente | Se unió como miembro del grupo.            |

## Subgrupos

### Subgrupos actuales
| Afiliado               | Miembros     | Años          | Tipo   | Promoción(es) |
| ---------------------- | ------------ | ------------- | ------ | ------------- |
| Maika & Himeka         | Himeka Maika | 2020-presente | Equipo | Stardom       |
| Alto Livello Kabaliwan | Giulia Syuri | 2021-presente | Equipo | Stardom       |

## Campeonatos y logros
- Tokyo Sports
  - Gran Premio Joshi Puroresu (2020) - Giulia[14]

- World Wonder Ring Stardom
  - Wonder of Stardom Championship (1 vez) – Giulia
  - High Speed Championship (1 vez, actual) – Natsupoi
  - SWA World Championship (1 vez, actual) – Syuri
  - Future of Stardom Championship (1 vez) – Maika
  - Goddess of Stardom Championship (2 veces, actual) – Himeka & Maika (1) y Giulia & Syuri (1, actual)
  - Artist of Stardom Championship (1 vez) – Giulia, Maika & Syuri